# Licenca Apache
Licenca Apache je permisivna licenca za programsko opremo, ki jo vzdržuje organizacija Apache Software Foundation (ASF).
Licenca zahteva ohranitev obvestila o avtorskih pravicah in člen o omejitvi odgovornosti. Uporabniku daje pravico uporabe za kakršenkoli namen, uporabnik lahko distribuira in spreminja programsko opremo ter distribuira spremenjene različice, ne da bi moral avtorju za to plačati.

## Zunanje povezava
- Apache Licenses
- Quick Summary of the Apache License 2.0